# Chlorotettix ogloblini
Chlorotettix ogloblini är en insektsart som beskrevs av Rauno E. Linnavuori 1959. Chlorotettix ogloblini ingår i släktet Chlorotettix och familjen dvärgstritar. Inga underarter finns listade i Catalogue of Life.